# Light-Produkt
Light oder Light-Produkt (von englisch light ‚leicht‘), manchmal auch (werbesprachlich) lite, ist eine verbreitete Zusatzbezeichnung für Lebens- bzw. Genussmittel. Je nach Produkt steht light (beziehungsweise auch leicht oder légère aus dem Französischen) für einen reduzierten Gehalt an als ungesund angesehenen Bestandteilen wie Fett, Zucker, Ethanol, Nikotin oder den Verzicht darauf. Er kann daher zum Beispiel energiereduziert (Lebensmittel mit geringerem physiologischem Brennwert), fettarm, zuckerfrei, mit wenig Kohlensäure, mit wenig Koffein usw. bedeuten.
Zucker- bzw. kalorienfreie Produkte werden üblicherweise als Zero vermarktet.

## Rechtliche Definition
Der Begriff light ist gesetzlich nicht definiert. Einige verwandte Begriffe sind jedoch gesetzlich definiert.  Als fettreduziert dürfen Lebensmittel nur bezeichnet werden, wenn sie mindestens 30 Prozent weniger Fett enthalten als vergleichbare Produkte. Sogenannte „energiearme“ Lebensmittel dürfen maximal 170 kJ (= 40 kcal) pro 100 Gramm enthalten, flüssige Lebensmittel maximal 80 kJ (= 20 kcal). Sogenannte „energiereduzierte“ Lebensmittel müssen einen um mindestens 30 Prozent geringeren physiologischen Brennwert aufweisen als vergleichbare Lebensmittel.
In der Europäischen Union sind seit dem 19. Januar 2007 neue Regelungen in Kraft, die die Verwendung des Begriffs light regeln sollen (z. B. für Milchprodukte) oder sogar verbieten (z. B. für Zigaretten). Bis zum 1. Juli galten Übergangsfristen.
Seit 1. Januar 2016 können Streichfette mit einem Milchfettanteil von höchstens 62 %, die bislang als Dreiviertelfett- oder Halbfett-Butter zu bezeichnen waren, nur oder zusätzlich als light oder fettreduziert gekennzeichnet werden; Streichfette mit einem Milchfettanteil von unter 39 % oder über 41, jedoch unter 60 % Milchfettanteil. Die weiterhin als Milchstreichfett mit der Angabe des konkreten Fettanteils zu bezeichnen sind, können zusätzlich light oder fettreduziert genannt werden.

## Kritik
Viele Ernährungswissenschaftler bezweifeln mittlerweile, dass fett- und/oder zuckerarme Light-Produkte gesünder sind als herkömmliche. Von Light-Produkten würden oft höhere Mengen konsumiert als von herkömmlichen, da der Verbraucher das Gefühl habe, dies „guten Gewissens“ tun zu können.
Einige Kritiker gehen davon aus, dass der Körper auf süßen Geschmack generell mit einer Ausschüttung von Insulin reagiere, weil er eine Erhöhung des Blutzuckerspiegels durch Zuckerzufuhr erwarte. Insulin senkt den Blutzuckerspiegel. Werde der süße Geschmack durch Süßstoff ohne physiologischen Brennwert hervorgerufen, schütte der Körper deshalb auch Insulin aus, weshalb der Blutzuckerspiegel unter den Normalstand absinke. Außerdem führe Süßstoff zu Heißhungeranfällen und vermehrter Nahrungsaufnahme. Diese Theorie ist durch zahlreiche wissenschaftliche Studien widerlegt. Eine Metastudie aus dem Jahr 2007 führt 19 Studien auf, von denen nur drei eine appetitsteigernde und drei eine appetitmindernde Wirkung angeben, alle übrigen ergaben keinerlei Einfluss von Süßstoff auf Hunger und Energieaufnahme.